# Хаммамет (затока)
Хаммамет (араб. خليج الحمامات) — затока, що розташована в Середземному морі на північному сході Тунісу. Тягнеться від півострову Бон на півночі до міста Монастір на півдні. Названа на честь міста Хаммамет, що розташоване на північно-західному краю затоки.
Уздовж узбережжя розташовані міста Хаммамет, Сус та Монастір. Найважливіші галузі регіону — туризм та рибальство.
На узбережжі часто трапляються сліди античних цивілізацій, зокрема, фінікійських та римських поселень.